# Diecéze Alba (Numidie)
Diecéze Alba je titulární diecéze římskokatolické církve.

## Historie
Alba, v oblasti města Constantine v dnešním Alžírsku, je starobylé biskupské sídlo nacházející se v římské provincii Numidie.
Dnes je diecéze využívána jako titulární biskupské sídlo; současným titulárním (arci)biskupem je Vito Rallo, apoštolský nuncius v Maroku.

## Seznam titulárních biskupů
- Pedro de Torres
- Johannes Petrus Verhorst (1687–1708)
- Pawel Antoni Załuski (1710–?)
- Eric Francis MacKenzie (1950–1969)
- André-Jacques Fougerat (1969–1983)
- José Joaquín Matte Varas (1983–1998)
- José Sótero Valero Ruz (1998–2001)
- Sérgio da Rocha (2001–2007)
- Vito Rallo (od 2007)